# Asswerus Kröger
Asswerus Kröger (* Lübeck; † spätestens 1594) war ein deutscher Buchdrucker.

## Biographie
Kröger wurde am 24. Oktober 1559 unter der Berufsbezeichnung Buchdrucker Bürger in Leipzig. Wahrscheinlich war er dort jedoch nicht selbständig tätig, da von ihm keine in Leipzig entstandenen Drucke bekannt sind. Ab 1561 lebte er wieder in Lübeck und war wahrscheinlich ab 1562 Buchdrucker mit eigener Konzession. Diese Konzession berechtigte ihn jedoch nicht unbedingt zum selbständigen Druck. Sie war möglicherweise eingeschränkt und sicherte nur die Anwartschaft auf eine Vollkonzession.
Sein derzeit als erstes eigenes Werk bekannter Druck datiert von 1564 (Erklärung des Lübecker Rats über die Motive des Eintritts der Stadt in den Dreikronenkrieg, auch bekannt als Nordischer Siebenjähriger Krieg). Von 1570 bis 1574 und von 1578 bis 1585 druckte er möglicherweise nicht. Die Gründe dafür sind nicht bekannt. Möglicherweise als Maßnahme gegen zunehmende Konkurrenz nicht zugelassener Drucker in Lübeck bzw. von Druckern, die sich knapp außerhalb des Lübecker Gebiets niedergelassen hatten, ließen er und Johann Balhorn der Jüngere sich 1584 bei der Gewerbeaufsicht (Wette) als einzige in Lübeck zugelassene Drucker eintragen. Gegen die im Buchdruck trotz der Konzessionspflicht zunehmende Konkurrenz durch nicht zugelassene Drucker beklagte er sich in den folgenden Jahren mehrfach beim Rat. Nach seinem Tod wurde die Offizin vermutlich noch bis 1602 durch seine Witwe fortgeführt und ging dann in anderen Besitz über.
Von Kröger sind ca. 70 Drucke für den deutschen und skandinavischen Markt bekannt: lutherische Erbauungsliteratur, Gesangbücher, Predigten, Leichenreden, Almanache, Volksbücher und Kräuterbücher. Die Werke für den skandinavischen Markt entstanden überwiegend als Auftragsdrucke für die Verleger und Buchhändler Lauritz Albrecht und Paul Knufflock. Daneben soll Kröger auch Schulbücher gedruckt haben, von denen jedoch keine Exemplare bekannt sind.

## Gedruckte Werke (Auswahl)
- Eines Erbarn Radts der Stadt Lübeck vursachen / varumb Sie in jtzwerenden defensions Krieg wider die Künigl. W. zu Schweden sich begeben müssen (1564)
- Trostsprüche aus dem Johannesevangelium mit der Auslegung des Nürnberger Pastors Veit Dietrich (1568)[1]
- En liden Handbog (1592) Volltext; aufgeschlagen: Druckermarke, Kolophon – Internet Archive
- En Ny Psalmebog (1593)
- Nachweis von Drucken aus den Werkstätten Asswerus Kröger und Aswer Kröger Erben im 10plus-Verbundkatalog